# 金南天
金 南天（キム・ナムチョン、김남천、1911年3月16日 - 1953年8月6日）は、日本統治時代の朝鮮において活動し、後に朝鮮民主主義人民共和国へ越北した小説家、文学評論家。兒名は金孝植（キム・ホシク、김효식）。

## 生涯
平安南道成川郡に生まれ、1929年に平壌高等普通学校を出た。その後、日本の東京に留学して法政大学予科に入学した。
東京では社会主義運動に参加し、カップ（KAPF、朝鮮プロレタリア芸術家同盟）東京支部で活動して機関誌『第三戦線』、『無産者』などに関与した。カップ内の少壮派（소장파）の評論家として活発な活動を繰り広げた。林和とともに文芸運動のボリシェヴィキ化を唱え、労働争議にも直接参加した。1931年10月の第1次カップ検挙事件の際には、朝鮮共産主義者協議会（조선공산주의자협의회）に加担した容疑で起訴され、関係者の中で唯一実刑判決を受け、大学を除籍とされた。
1933年に出獄した後、小説や評論を数多く発表するようになった。刑務所での経験をもとにした短編『물（水）』（1933年）を発表し、文学的実践での階級的主体問題をめぐって林和と論争を繰り広げた。長編『대하（大河）』（1939年）、連作の『경영（経営）』（1940年）や『맥（麦）』（1941年）などを発表した。
太平洋戦争終戦直後、米軍政地域で左翼活動を開始した。朝鮮文学家同盟を結成し、左翼文人らの求心点の役割を担っていたが、1947年頃に林和らと共に越北した。越北後、朝鮮文学芸術総同盟書記長、第1期最高人民会議代議員などを歴任した。
朝鮮戦争にも朝鮮人民軍朝鮮人民軍の従軍作家として参戦したが、休戦協定後におこなわれた、朴憲永を中心とした南朝鮮労働党（南労党）勢力の粛清において、長年の同志であった林和が死刑判決を受けた。この時、金南天も一緒に粛清されたと伝えられたが、正確な死亡時期は分からない。1953年か1955年に死刑にされたという説、1977年までも生存していたという説もある。
大韓民国では、越北作家という理由で金南天について言及することが長い間できず、必要な場合には名前の文字を消して言及していたが、1987年の6月民主抗争後には、名前を取り戻して全集が出版されるなど、再評価されるようになった。一方、北朝鮮の文芸史には、金南天の形跡は残されていない。